# Marc Sauvourel
Pour les articles homonymes, voir Sauvourel.
 (mars 2025).
La mise en forme du texte ne suit pas les recommandations de Wikipédia : il faut le « wikifier ».
Les points d'amélioration suivants sont les cas les plus fréquents :
- Les titres sont pré-formatés par le logiciel. Ils ne sont ni en capitales, ni en gras.
- Le texte ne doit pas être écrit en capitales (les noms de famille non plus), ni en gras, ni en italique, ni en « petit »…
- Le gras n'est utilisé que pour surligner le titre de l'article dans l'introduction, une seule fois.
- L'italique est rarement utilisé : mots en langue étrangère, titres d'œuvres, noms de bateaux, etc.
- Les citations ne sont pas en italique mais en corps de texte normal. Elles sont entourées par des guillemets français : « et ».
- Les listes à puces sont à éviter, des paragraphes rédigés étant largement préférés. Les tableaux sont à réserver à la présentation de données structurées (résultats, etc.).
- Les appels de note de bas de page (petits chiffres en exposant, introduits par l'outil «  Source ») sont à placer entre la fin de phrase et le point final[comme ça].
- Les liens internes (vers d'autres articles de Wikipédia) sont à choisir avec parcimonie. Créez des liens vers des articles approfondissant le sujet. Les termes génériques sans rapport avec le sujet sont à éviter, ainsi que les répétitions de liens vers un même terme.
- Les liens externes sont à placer uniquement dans une section « Liens externes », à la fin de l'article. Ces liens sont à choisir avec parcimonie suivant les règles définies. Si un lien sert de source à l'article, son insertion dans le texte est à faire par les notes de bas de page.
- La présentation des références doit suivre les conventions bibliographiques. Il est recommandé d'utiliser les modèles {{Ouvrage}}, {{Chapitre}}, {{Article}}, {{Lien web}} et/ou {{Bibliographie}}. Le mode d'édition visuel peut mettre en forme automatiquement les références.
- Insérer une infobox (cadre d'informations à droite) n'est pas obligatoire pour parachever la mise en page.

Pour une aide détaillée, merci de consulter Aide:Wikification.
Si vous pensez que ces points ont été résolus, vous pouvez retirer ce bandeau et améliorer la mise en forme d'un autre article.
Marc Sauvourel est un réalisateur de documentaires français, né le 21 mars 1984 à Vitry-sur-Seine.

## Biographie
Après une scolarité secondaire au lycée Pape Clément de Pessac, il suit des études d’histoire à l’Université Michel de Montaigne Bordeaux III dont il intègre en 2003 la filière journalisme, l’ISIC, avant de poursuivre son cursus à l’IUT de journalisme de Bordeaux.
Grand reporter à Canal+, il réalise avec l’ancien joueur international de football Olivier Dacourt son premier documentaire, Ma part d’ombre, où des stars du football telles Zlatan Ibrahimovic et Thierry Henry racontent leurs parcours et confient leurs blessures intimes.
Toujours avec Olivier Dacourt, il co-réalise à partir de 2019 Je ne suis pas un singe, sur le racisme dans le football, ainsi que deux autres documentaires : Papa, sur les liens familiaux dans le sport de haut-niveau, et Le crépuscule des champions, sur le passage délicat de la fin de carrière des sportifs .
En parallèle, il réalise seul ses propres documentaires. Dans Lionnes, il filme Amel Majri et de jeunes joueuses de football du quartier des Minguettes, à Vénissieux. En 2020, il crée Stades, une série consacrée aux terrains de football les plus fous du monde, pour l'émission de grands reportages de Canal+ Sport Reporter. La même année, son film documentaire Out of the rain raconte le sacre de champion d’Angleterre du FC Liverpool en pleine pandémie de Covid-19. Il est récompensé par le Prix spécial du jury aux Sportel Awards de Monaco.
En 2021, il réalise Azad, l’histoire du judoka iranien Saeid Mollaei qui défie son régime en refusant de déclarer forfait lors des championnats du monde de judo à Tokyo pour ne pas avoir à affronter son adversaire israélien. Le film est distingué du prix du Meilleur documentaire au Hong-Kong World Film Festival.
En 2023, il réalise et produit Un1que, le premier documentaire sur le jeune prodige du basket Victor Wembanyama, une exclusivité mondiale diffusée sur Canal+.
En 2024, son documentaire Marie-Jo, consacré à la triple championne olympique Marie-José Pérec et diffusé cinq jours avant qu'elle n'allume la vasque olympique des Jeux olympiques de Paris, reçoit le Prix du Meilleur biopic aux Sportel Awards de Monaco. Il est également récompensé par la Fondation Alice Milliat lors du festival Les sportives en lumière qui promeut le sport féminin.

## Filmographie
- 2018 : Ma part d’ombre, pour Canal+
- 2019 : Lionnes, pour Canal+ Family
- 2019 : Je ne suis pas un singe, le racisme dans le football, pour Canal+
- 2020 : Out of the rain, pour l'émission Sport Reporter sur Canal+
- 2021 : Azad, l'histoire du judoka iranien Saeid Mollaei, pour Canal+
- 2021 : Papa, pour Canal+
- 2022 : Le Crépuscule des champions, pour Canal+
- 2023 : Victor Wembanyama : Un1que, produit par Little Darwin pour Canal+
- 2024 : Marie-Jo, produit par Chengyu Prod pour Canal+

## Récompenses
- 2020 : Prix spécial du jury aux Sportel Awards de Monaco.
- 2021 : Prix du meilleur long-métrage documentaire au Hong Kong Film Festival.
- 2024 : Prix du meilleur biopic aux Sportel Awards de Monaco[14].
- 2024 : Grand Prix du festival Les sportives en lumière[13].